# Marcelino Vespeira
Marcelino Vespeira, né le 9 septembre 1925 à Samouco (freguesia d'Alcochete), et mort le 21 février 2002, est un peintre portugais.

## Biographie
Marcelino Vespeira naît le 9 septembre 1925 à Samouco. De 1947 à 1949 il est membre du groupe surréaliste de Lisbonne. Il voyage en Europe et en Afrique. Marcelino Vespeira travaille avec les possibilités érotiques du surréalisme et devient le peintre surréaliste le plus connu du Portugal avant de s'orienter plus tard vers un style graphique abstrait basé sur des rythmes musicaux dont le jazz et le flamenco.